# Viagrande

Ubicació de Viagrande dins la província

Viagrande (sicilià Varanni) és un municipi italià, dins de la ciutat metropolitana de Catània. L'any 2008 tenia 7.774 habitants. Limita amb els municipis d'Aci Bonaccorsi, Aci Sant'Antonio, San Giovanni la Punta, Trecastagni i Zafferana Etnea.

## Llista d'alcaldes
- 1821-1825 Francesco Scuderi Bonaccorsi
- 1825-1829 Notaio Antonino Noce
- 1829-1832 Giuseppe Reitano
- 1832-1834 Michelangelo Barbagallo
- 1834-1840 Luigi Platania
- 1840-1843 Luigi Platania Mirone
- 1843-1846 Luigi Scuderi
- 1846-1848 Salvatore Scuderi
- 1848-1489 Antonino Scuderi Bonaccorsi
- 1849-1850 Salvatore Scuderi
- 1850-1853 Francesco Musumarra
- 1853-1589 Antonino Scuderi
- 1859-1862 Domenico Reitano Patti
- 1862-1867 Antonino Balsamo
- 1867-1867 Domenico Reitano Patti
- 1867-1870 Ignazio Mirone
- 1870-1872 La Rosa Gaetano
- 1872-1873 Giuseppe Mirone
- 1873-1887 Diego Mirone
- 1887-1890 Alfio Musumarra (Delegat reial)
- 1890-1892 Carmelo Barbagallo
- 1892-1892 Giuseppe Mirone
- 1892-1897 Luigi Platania
- 1897-1899 Francesco Rapisarda
- 1899-1902 Emanuele Barbagallo
- 1902-1903 Antonio Barbagallo
- 1903-1904 Luigi Platania
- 1904-1913 Diego Mirone
- 1913-1920 Luigi Platania
- 1920-1926 Salvatore Scuderi
- 1926-1927 Emanuele Barbagallo
- 1927-1935 Giovanni Corsale
- 1935-1935 Rosario Brancati
- 1935-1944 Salvatore Caruso
- 1944-1944 Vincenzo Conti
- 1944-1952 Giuseppe Mirone Deodato
- 1952-1964 Giuseppe Mirone
- 1964-1969 Antonino Sapienza
- 1969-1970 Giuseppino D'Agata
- 1970-1971 Antonio Nicolosi
- 1971-1973 Angelo Nicolosi
- 1973-1974 Salvatore Russo (Comissari Regional)
- 1974-1975 Onofrio Zaccone (Comissari Regional)
- 1975-1981 Antonino Caruso
- 1981-1985 Vincenzo D'Agata
- 1985-1994 Francesco Corsaro Boccadifuoco
- 1994-1994 Angelo Politi (Comissari Regional)
- 1994-2003 Vincenzo Sanfilippo
- 2003-... Venera Cavallaro